# Im Bann des Föhns
Im Bann des Föhns ist ein Schweizer Dokumentarfilm von Theo Stich, der sich mit dem Föhn in den Alpen befasst. Verschiedene Menschen schildern, wie sie den starken Südwind erleben: ein Bergbauernpaar, ein Segelflieger, ein Meteorologe und ein Kapuzinerpfarrer.
Der Film feierte seine Weltpremiere bei den 52. Solothurner Filmtagen, Kinostart war der 9. März 2017. Vertrieben wird der Film durch Frenetic Films.